# 松園万亀雄
松園 万亀雄（まつぞの まきお、1939年3月9日 - ）は、日本の人類学者。旧・東京都立大学名誉教授・国立民族学博物館名誉教授・元館長。

## 経歴
出生から修学期
1939年、長崎県で生まれた。東京外国語大学ロシヤ語科で学び、1961年に卒業。旧・東京都立大学大学院社会科学研究科社会人類学専攻に進学した。1966年、天理大学助手に採用された。1968年、博士課程を単位取得満期退学。
人類学者として
1969年より天理大学教養部専任講師。1972年に助教授昇格。1974年に武蔵大学助教授となり、1976年に横浜国立大学助教授となった。1977年より国立民族学博物館助教授を兼任。1981年、東京都立大学助教授に転じた。1988年に同教授昇格。1999年、学位論文『グシイの性と生殖』を東京都立大学に提出して社会人類学博士の学位を取得。2001年に東京都立大学を定年退職し、名誉教授となった。
その後は、県立長崎シーボルト大学国際情報学部教授を務めた。2003年、国立民族学博物館長に就任。2009年3月末に任期終了を迎え、退職した。
学界では、日本文化人類学会会長を務めた。

## 著作
著書
- 『グシイ：ケニア農民のくらしと倫理』弘文堂 1991

編著
- 『社会人類学リーディングス 1』アカデミア出版会 1982
- 『性と出会う：人類学者の見る、聞く、語る』講談社 1996
- 『性の文脈』(くらしの文化人類学 4) 雄山閣 2003
- 『文化人類学』江渕一公共編・新訂、放送大学教育振興会 2004
- 『人類学と国際保健医療協力』(みんぱく実践人類学シリーズ 1) 門司和彦・白川千尋共編、明石書店 2008
- 『アフリカの人間開発 実践と文化人類学』(みんぱく実践人類学シリーズ 2) 縄田浩志・石田慎一郎共編、明石書店 2008

訳書
- 『文明の歴史像 人類学者の視点』アルフレッド・L・クローバー著、社会思想社 1971
- 『アフリカの部族生活 伝統と変化』コリン・M.ターンブル（英語版）著、松園典子共訳 社会思想社(現代教養文庫) 1972
- 『人類学者』ルース・ベネディクト その肖像と作品』マーガレット・ミード編著、社会思想社 1977
- 『文化進化論：理論と応用』エルマン・サーヴィス（英語版）著、小川正恭共訳 社会思想社 1977
- 『未開の社会組織：進化論的考察』E.R.サーヴィス著、弘文堂 1979
- 『ぼくらの幼年期：東アフリカの家庭と学校』L.K.フォックス著、社会思想社 1983